# Список делегатов IX съезда РКП(б)
IX съезд РКП(б) состоялся 29 марта — 5 апреля 1920 года в Москве. Всего 715 делегатов: 553 с решающим голосом, в списке 40 (из 162) с совещательным голосом.

## 1-100
| №   | Ф. (псевдоним), И. O.     | парт. стаж с | от организации                                  | право голоса или статус на съезде |
| --- | ------------------------- | ------------ | ----------------------------------------------- | --------------------------------- |
| 1   | Абол К. К.                | 1905         | Уфимская                                        | с решающим голосом                |
| 2   | Аверичкин Ф. С.           | 1917         | Петроградская городская                         | с решающим голосом                |
| 3   | Аверьянов Н. Ф.           | 1918         | Пензенская                                      | с решающим голосом                |
| 4   | Агапитов М. С.            | 1917         | Сарапульская уездная (Вятская губерния)         | с решающим голосом                |
| 5   | Аггеев А. В.              | 1905         | Саратовская городская                           | с решающим голосом                |
| 6   | Аггеев П. И.              |              | 8-я армия                                       | с решающим голосом                |
| 7   | Аггеев С. П.              | 1918         | Тюменская                                       | с решающим голосом                |
| 8   | Адамович И. А.            | 1918         | Смоленская                                      | с решающим голосом                |
| 9   | Адамская В. С. (?)        | 1905         | Самарская городская                             | с решающим голосом                |
| 10  | Адов А. В.                | 1919         | КП(б) Украины                                   | с решающим голосом                |
| 11  | Азовский В. Ф.            | 1906         | Петроградская губернская                        | с решающим голосом                |
| 12  | Алексакис О. Х.           |              | Крымская                                        | с решающим голосом                |
| 13  | Александров А. К.         |              | 8-я армия                                       | с решающим голосом                |
| 14  | Александров П. К.         | 1915         | Тверская                                        | с решающим голосом                |
| 15  | Альский А. О.             |              | Рязанская                                       | с решающим голосом                |
| 16  | Альф В. К.                | 1905         | Петроградская городская                         | с решающим голосом                |
| 17  | Аменицкий А. М.           | 1910         | Петроградская городская                         | с решающим голосом                |
| 18  | Андреев А. А.             | 1914         | Екатеринбургская                                | с решающим голосом                |
| 19  | Андреев В. И.             |              | Тихвинская уездная (Новгородская губерния)      | с решающим голосом                |
| 20  | Андреев В. Ф.             | 1919         | Вятская                                         | с совещательным голосом           |
| 21  | Андреев М. А.             | 1917         | Екатеринбургская                                | с решающим голосом                |
| 22  | Андреева (?)              |              | Петроградская городская                         | с совещательным голосом           |
| 23  | Анохин П. Ф.              | 1908         | Петроградская городская                         | с решающим голосом                |
| 24  | Антипов К. А.             |              | Рязанская                                       | с решающим голосом                |
| 25  | Антипов Н. К.             | 1912         | Петроградская губернская                        | с решающим голосом                |
| 26  | Антонов-Овсеенко В. А.    | 1917         | Тамбовская                                      | с решающим голосом                |
| 27  | Анфилофьев                |              | Тюменская                                       | с совещательным голосом           |
| 28  | Анцелович Н. М.           | 1905         | Петроградская городская                         | с решающим голосом                |
| 29  | Аросев А. Я.              |              | 2-я запасная армия                              | с решающим голосом                |
| 30  | Арсентьев П. Ф.           | 1918         | Тульская                                        | с решающим голосом                |
| 31  | Артём (Сергеев Ф. А.)     | 1901         | Башкирская                                      | с решающим голосом                |
| 32  | Артёмов М. П.             | 1914         | Калужская                                       | с решающим голосом                |
| 33  | Аршавский З. Г.           | 1914         | Воронежская                                     | с решающим голосом                |
| 34  | Аугул Р. Я.               |              | 15-я армия                                      | с решающим голосом                |
| 35  | Аузинь Р. Я.              | 1905         | Вологодская                                     | с решающим голосом                |
| 36  | Ахметдулин Ф.             |              | Башкирская                                      | с решающим голосом                |
| 37  | Бабурин Н. И.             |              | Ярославская                                     | с решающим голосом                |
| 38  | Бадаев А. Е.              | 1904         | Петроградская городская                         | с решающим голосом                |
| 39  | Баканов Л. П.             | 1905         | Самарская уездная                               | с решающим голосом                |
| 40  | Баландин Н. Я.            |              | Балаковская уездная (Самарская губерния)        | с решающим голосом                |
| 41  | Балашов И. В.             |              | Политический отдел Кавказского фронта           | с решающим голосом                |
| 42  | Балдин В. И.              |              | Челябинская                                     | с решающим голосом                |
| 43  | Балдон Э. А.              |              | Ярославская                                     | с решающим голосом                |
| 44  | Барадулина Х.             |              | Витебская                                       | с совещательным голосом           |
| 45  | Баранов Ф. А.             |              | Омская городская                                | с решающим голосом                |
| 46  | Бардин Т. Т.              |              | 12-я армия                                      | с решающим голосом                |
| 47  | Бармин Л. К.              | 1917         | Нижегородская                                   | с совещательным голосом           |
| 48  | Барышев Н. И.             | 1916         | Казанская                                       | с решающим голосом                |
| 49  | Басова В. П.              |              | Тамбовская                                      | с решающим голосом                |
| 50  | Батышев И. Г.             | 1909         | Московская городская                            | с решающим голосом                |
| 51  | Бахирев А. Н.             |              | 6-я стрелковая дивизия 7-й армии                | с решающим голосом                |
| 52  | Башаев И. С.              |              | Абдулинская уездная (Оренбургская губерния)     | с решающим голосом                |
| 53  | Бегныш С. П.              |              | Аткарская уездная (Саратовская губерния)        | с решающим голосом                |
| 54  | Беленький Г. Я.           | 1901         | Московская городская                            | с решающим голосом                |
| 55  | Беленький З. М.           |              | Омская городская                                | с решающим голосом                |
| 56  | Белобородов А. Г.         | 1907         | Екатеринбургская                                | с решающим голосом                |
| 57  | Белоус М. И.              |              | 13-я армия                                      | с решающим голосом                |
| 58  | Белоусов Е. С.            | 1905         | Петроградская городская                         | с решающим голосом                |
| 59  | Беляков Н. И.             |              | Саратовская уездная                             | с решающим голосом                |
| 60  | Бемужный Е. И.            | 1917         | Екатеринбургская                                | с решающим голосом                |
| 61  | Берзина Р. А.             |              | Московская городская                            | с решающим голосом                |
| 62  | Берзтыс Я. К.             | 1912         | Петрозаводская городская                        | с решающим голосом                |
| 63  | Берновский К. Р.          |              | Управление формирования запасной резерной армии | с решающим голосом                |
| 64  | Блюм З. А.                | 1915         | Петроградская городская                         | с решающим голосом                |
| 65  | Бляхин П. А.              |              | Костромская                                     | с решающим голосом                |
| 66  | Богачёв М. Г.             |              | 15-я армия                                      | с решающим голосом                |
| 67  | Болтунов А. И.            | 1912         | Пензенская                                      | с совещательным голосом           |
| 68  | Борисов Б. Б.             | 1916         | КП(б) Украины                                   | с решающим голосом                |
| 69  | Борисов С. М. (?)         | 1908         | Пермская                                        | с решающим голосом                |
| 70  | Борисов С. М.             |              | Ярославская                                     | с решающим голосом                |
| 71  | Боровой Н. В.             | 1904         | КП(б) Украины                                   | с решающим голосом                |
| 72  | Бородин У. С.             |              | Бузулукская уездная (Самарская губерния)        | с решающим голосом                |
| 73  | Брагинский Д. Н.          |              | Суражская уездная (Черниговская губерния)       | с решающим голосом                |
| 74  | Бреднёв П. И.             | 1918         | Петроградская городская                         | с совещательным голосом           |
| 75  | Бронников С. А.           | 1918         | Пермская                                        | с решающим голосом                |
| 76  | Брусин Д. Е.              | 1918         | Вятская                                         | с решающим голосом                |
| 77  | Бубнов А. С.              | 1903         | Московская городская                            | с решающим голосом                |
| 78  | Булле М. О.               |              | Астраханская                                    | с решающим голосом                |
| 79  | Булычёва З. Г.            | 1917         | Смоленская                                      | с решающим голосом                |
| 80  | Бусыгин А. А.             |              | Вольская уездная (Саратовская губерния)         | с решающим голосом                |
| 81  | Бутков И. А.              |              | 3-я стрелковая дивизия                          | с решающим голосом                |
| 82  | Бутов М. Т.               | 1907         | Курская                                         | с решающим голосом                |
| 83  | Бухарин Н. И.             | 1906         | Владимирская                                    | с решающим голосом                |
| 84  | Бык И. М.                 |              | РВС 13-й армии                                  | с решающим голосом                |
| 85  | Быстров П. К.             | 1918         | Петроградская городская                         | с совещательным голосом           |
| 86  | Вайнер Р. А.              | 1917         | Симбирская                                      | с решающим голосом                |
| 87  | Валентинов И. В.          |              | 12-я армия                                      | с решающим голосом                |
| 88  | Варейкис И. М.            | 1913         | Симбирская                                      | с решающим голосом                |
| 89  | Варзегова Е. И.           | 1919         | Вятская                                         | с решающим голосом                |
| 90  | Васанов И. Х.             |              | Челябинская                                     | с решающим голосом                |
| 91  | Васильев Б. А. (Гольберг) | 1904         | Тамбовская                                      | с решающим голосом                |
| 92  | Васильев Н. В.            | 1919         | Курская                                         | с решающим голосом                |
| 93  | Васильев П. Д.            |              | Кронштадтская городская                         | с решающим голосом                |
| 94  | Васильевский              |              | Петроградская городская                         | с совещательным голосом           |
| 95  | Васянин И. П.             | 1917         | Самарская городская                             | с решающим голосом                |
| 96  | Вегер И. С.               |              | Самарская городская                             | с решающим голосом                |
| 97  | Великосельцева А. А.      | 1917         | Новгородская                                    | с совещательным голосом           |
| 98  | Ветошкин М. К.            | 1904         | Вологодская                                     | с решающим голосом                |
| 99  | Вильман А. Г.             |              | Волжско-Каспийская военная флотилия             | с решающим голосом                |
| 100 | Виноградов Ф. А.          |              | Ишимская уездная (Тюменская губерния)           | с совещательным голосом           |

## 101—200
| №   | Ф. (псевдоним), И. O.         | парт. стаж с | от организации                                      | право голоса или статус на съезде |
| --- | ----------------------------- | ------------ | --------------------------------------------------- | --------------------------------- |
| 101 | Витолин П. Я.                 | 1908         | Тамбовская                                          | с решающим голосом                |
| 102 | Владимиров М. П. (Медничихин) |              | Екатеринбургская                                    | с решающим голосом                |
| 103 | Волгина К. А.                 |              | Московская городская                                | с решающим голосом                |
| 104 | Волин Б. М.                   | 1904         | Костромская                                         | с решающим голосом                |
| 105 | Волков А. Ф.                  |              | Ленинская уездная (Царицынская губерния)            | с решающим голосом                |
| 106 | Володин В. Г.                 | 1908         | 55-я стрелковая дивизия 7-й армии                   | с решающим голосом                |
| 107 | Воробьёв А. И.                |              | 19-я стрелковая дивизия 7-й армии                   | с решающим голосом                |
| 108 | Врублевский Ф. К.             | 1904         | Красноярская городская                              | с решающим голосом                |
| 109 | Гаврилов И. А.                |              | 12-я армия                                          | с решающим голосом                |
| 110 | Гаврилов И. А.                | 1910         | Тамбовская                                          | с решающим голосом                |
| 111 | Гаврилов М. Т.                | 1918         | Петроградская городская                             | с решающим голосом                |
| 112 | Гайдуков И. И.                |              | Екатеринбургская                                    | с решающим голосом                |
| 113 | Галанин М. И.                 |              | 12-я армия                                          | с решающим голосом                |
| 114 | Галкин А. Ф.                  | 1918         | Тульская                                            | с решающим голосом                |
| 115 | Галл Б. И.                    |              | 2-я запасная армия                                  | с решающим голосом                |
| 116 | Гальцев П. Ф.                 |              | 9-я армия                                           | с решающим голосом                |
| 117 | Гандзей С. В.                 | 1917         | КП(б) Украины                                       | с решающим голосом                |
| 118 | Ганюшин А. А.                 | 1917         | Симбирская                                          | с решающим голосом                |
| 119 | Гарновский Д. И.              |              | Орловская                                           | с решающим голосом                |
| 120 | Гей К. В.                     | 1916         | Псковская                                           | с решающим голосом                |
| 121 | Герцман М. А.                 | 1904         | Челябинская                                         | с решающим голосом                |
| 122 | Гессен С. М.                  | 1916         | Петроградская городская                             | с решающим голосом                |
| 123 | Глебов Н. П.                  | 1904         | КП(б) Украины                                       | с решающим голосом                |
| 124 | Гольдин М. П.                 | 1919         | Новгородская                                        | с решающим голосом                |
| 125 | Горбачёв Г. Г.                |              | Сердобская уездная (Саратовская губерния)           | с решающим голосом                |
| 126 | Гордеев Г. С.                 | 1916         | Казанская                                           | с решающим голосом                |
| 127 | Гордин Н. И.                  | 1903         | Петроградская городская                             | с решающим голосом                |
| 128 | Гордович С. А.                |              | Калужская                                           | с решающим голосом                |
| 129 | Гордон Э. Х.                  |              | 2-я запасная армия                                  | с решающим голосом                |
| 130 | Горкин А. Ф.                  | 1916         | Тверская                                            | с решающим голосом                |
| 131 | Горшков И. И.                 | 1904         | Рязанская                                           | с решающим голосом                |
| 132 | Горшков М. Ф.                 | 1916         | Пермская                                            | с решающим голосом                |
| 133 | Григорьев К. Г.               |              | Ярославская                                         | с решающим голосом                |
| 134 | Громов В. В.                  | 1905         | Псковская                                           | с решающим голосом                |
| 135 | Громов В. П.                  |              | Кронштадтская городская                             | с решающим голосом                |
| 136 | Груздев И. С.                 |              | Шадринская уездная (Пермская губерния)              | с решающим голосом                |
| 137 | Гублер Я. С.                  | 1917         | Полесская уездная                                   | с решающим голосом                |
| 138 | Гурина З. А.                  |              | Екатеринбургская                                    | с решающим голосом                |
| 139 | Гусев Н. И.                   | 1919         | Нижегородская                                       | с совещательным голосом           |
| 140 | Гусев С. И.                   | 1903         | запасная армия Донской области                      | с решающим голосом                |
| 141 | Давид А. Я.                   | 1905         | Астраханская                                        | с решающим голосом                |
| 142 | Данилов И. А.                 | 1917         | Петроградская городская                             | с решающим голосом                |
| 143 | Данишевский И. К.             |              | 14-я армия                                          | с решающим голосом                |
| 144 | Дауман А. Э.                  |              | 16-й армия                                          | с решающим голосом                |
| 145 | Девятых В. В.                 | 1917         | Пермская                                            | с решающим голосом                |
| 146 | Дегтярёв Л. С.                |              | КП(б) Украины                                       | с совещательным голосом           |
| 147 | Дедушкевич К. И.              |              | Политический отдел Инженерной обороны               | с решающим голосом                |
| 148 | Дембо А. И.                   |              | 12-я армия                                          | с решающим голосом                |
| 149 | Демичев Г. П.                 | 1917         | КП(б) Украины                                       | с решающим голосом                |
| 150 | Дзенис О. П.                  |              | 15-я армия                                          | с решающим голосом                |
| 151 | Дивеев И. Я.                  |              | Тамбовская                                          | с решающим голосом                |
| 152 | Димант А. Б.                  |              | 9-я армия                                           | с решающим голосом                |
| 153 | Диманштейн С. М.              | 1904         | КП(б) Украины                                       | с решающим голосом                |
| 154 | Дмитриев В. Ф.                |              | 15-я армия                                          | с решающим голосом                |
| 155 | Дмитриев Т. Д.                | 1915         | Петроградская губернская                            | с решающим голосом                |
| 156 | Доброхотов Н. Ф.              | 1905         | Симбирская                                          | с решающим голосом                |
| 157 | Догадов А. И.                 | 1905         | Казанская                                           | с решающим голосом                |
| 158 | Доренский М. И.               | 1917         | Петроградская городская                             | с совещательным голосом           |
| 159 | Дробнис Я. И. (?)             |              | КП(б) Украины                                       | с решающим голосом                |
| 160 | Дрожжин И. В.                 | 1917         | Московская городская                                | с решающим голосом                |
| 161 | Дружинин И. С.                | 1917         | Уфимская                                            | с решающим голосом                |
| 162 | Дунин В. А.                   | 1919         | Пермская                                            | с решающим голосом                |
| 163 | Евдокимов Г. Е.               | 1903         | Петроградская городская                             | с решающим голосом                |
| 164 | Евланов А. Т.                 | 1918         | Саратовская городская                               | с решающим голосом                |
| 165 | Евсеев Н. Ф.                  |              | 10-я Кавказская дивизия 3-й армии                   | с решающим голосом                |
| 166 | Егоров А. Г.                  | 1917         | Смоленская                                          | с решающим голосом                |
| 167 | Егоров М. И.                  |              | Красноярская городская                              | с решающим голосом                |
| 168 | Егорова Е. Н.                 | 1911         | Петроградская городская                             | с совещательным голосом           |
| 169 | Елизарьев Е. А.               | 1919         | Екатеринбургская                                    | с решающим голосом                |
| 170 | Емельянов Б. В.               |              | Московская городская                                | с решающим голосом                |
| 171 | Ермолаев И. Е.                | 1904         | Вологодская                                         | с решающим голосом                |
| 172 | Ерофеев С. С.                 | 1917         | Нижегородская                                       | с решающим голосом                |
| 173 | Ершов Г. В.                   |              | 14-я армия                                          | с решающим голосом                |
| 174 | Ефимов И. М.                  |              | 2-я стрелковая дивизия Петроградской трудовой армии | с решающим голосом                |
| 175 | Жаворонков А. А.              |              | Судженско-Анжерский каменноугольный район           | с решающим голосом                |
| 176 | Жданов А. А.                  | 1915         | Тверская                                            | с решающим голосом                |
| 177 | Желтухин В. А.                |              | Аткарская уездная (Саратовская губерния)            | с решающим голосом                |
| 178 | Жеханов А. И.                 | 1905         | Нижегородская                                       | с совещательным голосом           |
| 179 | Жилинский С. И.               |              | 12-я армия                                          | с решающим голосом                |
| 180 | Жиряков Г. Г.                 | 1907         | Владимирская                                        | с решающим голосом                |
| 181 | Жук А. П.                     |              | 14-я армия                                          | с решающим голосом                |
| 182 | Журин Д. О. (Осипович)        | 1918         | Пензенская                                          | с решающим голосом                |
| 183 | Зайцев И. М.                  |              | 6-я армия                                           | с решающим голосом                |
| 184 | Залуцкий П. А.                | 1907         | КП(б) Украины                                       | с решающим голосом                |
| 185 | Здобнов А. З.                 | 1918         | Оренбургская                                        | с совещательным голосом           |
| 186 | Зимин Я. А.                   | 1918         | Пензенская                                          | с решающим голосом                |
| 187 | Зимин Н. Н.                   |              | Московская городская                                | с решающим голосом                |
| 188 | Заонегин Г. З.                | 1905         | Вологодская                                         | с решающим голосом                |
| 189 | Зонис М. А.                   |              | 9-я армия                                           | с решающим голосом                |
| 190 | Зорин С. С.                   | 1917         | Петроградская городская                             | с решающим голосом                |
| 191 | Зуев В. А.                    | 1917         | Пермская                                            | с решающим голосом                |
| 192 | Зуль П. Г.                    |              | 4-я армия                                           | с решающим голосом                |
| 193 | Иваненко П. М.                | 1919         | Челябинская                                         | с решающим голосом                |
| 194 | Иванов А. П.                  | 1917         | Тамбовская                                          | с решающим голосом                |
| 195 | Иванов В. А.                  |              | Петроградская городская                             | с решающим голосом                |
| 196 | Иванов В. И.                  | 1915         | Московская городская                                | с решающим голосом                |
| 197 | Иванов И. А.                  |              | 4-я армия                                           | с решающим голосом                |
| 198 | Иванов И. Х.                  | 1917         | Симбирская                                          | с решающим голосом                |
| 199 | Иванов М. Г.                  | 1906         | Петроградская городская                             | с решающим голосом                |
| 200 | Иванов Н. И.                  |              | Петроградская городская                             | с решающим голосом                |

## 201—300
| №   | Ф. (псевдоним), И. O. | парт. стаж с | от организации                             | право голоса или статус на съезде |
| --- | --------------------- | ------------ | ------------------------------------------ | --------------------------------- |
| 201 | Иванов С. В.          | 1904         | Смоленская                                 | с решающим голосом                |
| 202 | Игошкина А. Д.        | 1919         | Олонецкая                                  | с совещательным голосом           |
| 203 | Измайлов А. Ю.        |              | Уфимская                                   | с решающим голосом                |
| 204 | Ионов А. М.           | 1910         | Новгородская                               | с решающим голосом                |
| 205 | Иоффе А. А.           | 1902         | Петроградская городская                    | с решающим голосом                |
| 206 | Исаева Е. М.          | 1915         | Вятская                                    | с совещательным голосом           |
| 207 | Кабаков А. И.         | 1919         | Екатеринбургская                           | с решающим голосом                |
| 208 | Каганович П. К.       | 1905         | Курская                                    | с решающим голосом                |
| 209 | Кадзевич Г. В.        | 1916         | Тверская                                   | с совещательным голосом           |
| 210 | Казачков Д. И.        | 1917         | Тамбовская                                 | с решающим голосом                |
| 211 | Казьмин В. Е.         |              | Бузулукская уездная (Самарская губерния)   | с решающим голосом                |
| 212 | Калашников А. А.      | 1906         | Пермская                                   | с решающим голосом                |
| 213 | Калинин М. И.         | 1898         | Петроградская городская                    | с решающим голосом                |
| 214 | Каменев Л. Б.         | 1901         | Московская городская                       | с решающим голосом                |
| 215 | Каменский А. З.       | 1917         | КП(б) Украины                              | с решающим голосом                |
| 216 | Каминский Г. Н.       | 1913         | Тульская                                   | с решающим голосом                |
| 217 | Канцелярский П. Г.    |              | Барнаульская городская                     | с решающим голосом                |
| 218 | Каптерев В. М.        | 1919         | Екатеринбургская                           | с решающим голосом                |
| 219 | Капустин П. П.        | 1917         | Вятская                                    | с решающим голосом                |
| 220 | Карасёв Г. В.         | 1917         | Казанская                                  | с решающим голосом                |
| 221 | Карповиц Э. Я.        |              | 15-я армия                                 | с решающим голосом                |
| 222 | Карташёв              |              | Тюменская                                  | с совещательным голосом           |
| 223 | Касименко В. А.       |              | Тамбовская                                 | с решающим голосом                |
| 224 | Каучуковский Г. Д.    | 1916         | Симбирская                                 | с решающим голосом                |
| 225 | Кежуц М. М.           | 1917         | Петроградская городская                    | с решающим голосом                |
| 226 | Кизильштейн И. С.     |              | РВС 13-й армии                             | с решающим голосом                |
| 227 | Кириллов А. П.        |              | Томская                                    | с решающим голосом                |
| 228 | Киров С. А.           |              | Московская губернская                      | с решающим голосом                |
| 229 | Кирюхин И. И.         | 1905         | Нижегородская                              | с решающим голосом                |
| 230 | Климохин С. К.        |              | Иваново-Вознесенская                       | с решающим голосом                |
| 231 | Клявс-Клявин А. Я.    | 1904         | Петроградская городская                    | с решающим голосом                |
| 232 | Кнорин В. Г.          | 1910         | Смоленская                                 | с решающим голосом                |
| 233 | Коган И. Л. (?)       |              | Петроградская городская                    | с решающим голосом                |
| 234 | Кожеуров И. А.        |              | Московская городская                       | с решающим голосом                |
| 235 | Козин Е. Н.           | 1914         | Нижегородская                              | с решающим голосом                |
| 236 | Козлов А. С.          |              | 16-я армия                                 | с решающим голосом                |
| 237 | Козлов В. Л.          |              | Петроградская губернская                   | с решающим голосом                |
| 238 | Козлов И. В.          |              | 15-я армия                                 | с решающим голосом                |
| 239 | Козлов И. Я.          |              | Московская городская                       | с решающим голосом                |
| 240 | Козлов Н. К.          |              | Костромская                                | с решающим голосом                |
| 241 | Козловский И. А.      | 1914         | Оршанская уездная (Могилёвская губерния)   | с решающим голосом                |
| 242 | Коковихин М. Н.       | 1903         | Вятская                                    | с решающим голосом                |
| 243 | Колпаков А. С.        |              | Ярославская                                | с решающим голосом                |
| 244 | Комлев С. А.          | 1917         | Ижевская городская                         | с решающим голосом                |
| 245 | Кон Ф. Я.             | 1918         | КП(б) Украины                              | с решающим голосом                |
| 246 | Кондаков Д. М. (?)    | 1913         | Кронштадтская городская                    | с решающим голосом                |
| 247 | Кондратичев Ф. Н.     |              | 8-я армия                                  | с решающим голосом                |
| 248 | Кондратьев И. К.      | 1917         | Псковская                                  | с совещательным голосом           |
| 249 | Кондрашёв И. Е.       |              | Воронежская                                | с решающим голосом                |
| 250 | Копылов Н. В.         | 1912         | Тульская                                   | с решающим голосом                |
| 251 | Копылов П. Н.         |              | Судженско-Анжерский каменноугольный район  | с решающим голосом                |
| 252 | Копьев А. К.          | 1917         | Смоленская                                 | с решающим голосом                |
| 253 | Коростылёв Г. И.      |              | войска Донской области                     | с решающим голосом                |
| 254 | Коротков И. И.        | 1905         | Иваново-Вознесенская                       | с решающим голосом                |
| 255 | Коршунов С. И.        | 1907         | Нижегородская                              | с решающим голосом                |
| 256 | Коршунов С. П.        | 1918         | Нижегородская                              | с совещательным голосом           |
| 257 | Косиор В. В.          | 1907         | КП(б) Украины                              | с решающим голосом                |
| 258 | Коско И. А.           | 1918         | Тверская                                   | с решающим голосом                |
| 259 | Костин А. А.          |              | Балтийский флот                            | с решающим голосом                |
| 260 | Котов В. А.           | 1915         | Московская городская                       | с решающим голосом                |
| 261 | Кочкина Е. И.         | 1917         | Екатеринбургская                           | с решающим голосом                |
| 262 | Красилов Ф. Я.        |              | Петровская уездная (Саратовская губерния)  | с решающим голосом                |
| 263 | Краснов               |              | 8-я армия                                  | с решающим голосом                |
| 264 | Крестинский Н. Н.     | 1903         | Екатеринбургская                           | с решающим голосом                |
| 265 | Криницкий А. И.       | 1915         | Саратовская губернская                     | с решающим голосом                |
| 266 | Крутов И. И.          | 1916         | Тульская                                   | с решающим голосом                |
| 267 | Крутошинский С. С.    | 1917         | Псковская                                  | с решающим голосом                |
| 268 | Кубяк Н. А.           | 1898         | Петроградская губернская                   | с решающим голосом                |
| 269 | Кузнецов С. М.        | 1915         | Нижегородская                              | с решающим голосом                |
| 270 | Кузнецов Ф. И.        | 1905         | Екатеринбургская                           | с решающим голосом                |
| 271 | Кузьмин Г. Г.         |              | Ярославская                                | с решающим голосом                |
| 272 | Кузьмин Н. Я.         | 1912         | Петроградская губернская                   | с решающим голосом                |
| 273 | Куклин А. С.          | 1903         | Петроградская городская                    | с решающим голосом                |
| 274 | Кульков М. М.         |              | Брянская                                   | с решающим голосом                |
| 275 | Куприянов И. Ф.       |              | 6-я армия                                  | с решающим голосом                |
| 276 | Куранова Е. Я.        |              | Московская городская                       | с решающим голосом                |
| 277 | Курач И. И.           | 1917         | Челябинская                                | с решающим голосом                |
| 278 | Куропатенко Л. С.     | 1918         | КП(б) Украины                              | с решающим голосом                |
| 279 | Кушнер А. Ф.          |              | 6-я армия                                  | с решающим голосом                |
| 280 | Лаврентьев П. Г.      |              | 15-я армия                                 | с решающим голосом                |
| 281 | Лавров Ф. Я.          |              | Московская губернская                      | с решающим голосом                |
| 282 | Лалов П. И.           | 1901         | Саратовская городская                      | с решающим голосом                |
| 283 | Ларин М. А.           |              | Ярославская                                | с решающим голосом                |
| 284 | Лацис М. И.           | 1905         | Московская городская                       | с решающим голосом                |
| 285 | Лашевич М. М.         | 1901         | Петроградская городская                    | с решающим голосом                |
| 286 | Лебедева Е. И.        | 1917         | Смоленская                                 | с решающим голосом                |
| 287 | Лебеденко А. М.       | 1917         | Челябинская                                | с решающим голосом                |
| 288 | Левин К. Н.           |              | Пугачёвская уездная (Саратовская губерния) | с решающим голосом                |
| 289 | Левин Р. Я.           | 1915         | Царицынская городская                      | с решающим голосом                |
| 290 | Левичев В. Н.         | 1919         | Вологодская                                | с решающим голосом                |
| 291 | Ленин (Ульянов) В. И. | 1893         | Московская городская                       | с решающим голосом                |
| 292 | Леонов Ф. Г.          |              | 55-я стрелковая дивизия 7-й армии          | с решающим голосом                |
| 293 | Лепин З. Ф.           |              | Ярославская                                | с решающим голосом                |
| 294 | Лившиц Б. С.          |              | 24-я стрелковая железнодорожная дивизия    | с решающим голосом                |
| 295 | Лидок А. Ю.           |              | Московская городская                       | с решающим голосом                |
| 296 | Лиздин                |              | Петроградская городская                    | с совещательным голосом           |
| 297 | Лисицын А. Е.         | 1917         | Московская городская                       | с решающим голосом                |
| 298 | Литвиненко Н. Я.      |              | КП(б) Украины                              | с решающим голосом                |
| 299 | Лобанов Г. Я.         |              | Рязанская                                  | с решающим голосом                |
| 300 | Лобова В. Н.          | 1905         | Пермская                                   | с решающим голосом                |

## 301—400
| №   | Ф. (псевдоним), И. O.       | парт. стаж с | от организации                             | право голоса или статус на съезде |
| --- | --------------------------- | ------------ | ------------------------------------------ | --------------------------------- |
| 301 | Логинов Д. И.               | 1917         | Тверская                                   | с решающим голосом                |
| 302 | Логинов М. О.               | 1902         | Московская губернская                      | с решающим голосом                |
| 303 | Локацков М. П.              | 1905         | Челябинская                                | с решающим голосом                |
| 304 | Лосев З. Г.                 |              | гарнизон Миасса                            | с решающим голосом                |
| 305 | Лукьянченко                 |              | Иваново-Вознесенская                       | с совещательным голосом           |
| 306 | Лурье Б. С.                 | 1917         | Витебская                                  | с решающим голосом                |
| 307 | Любимова С. Т.              |              | Кузнецкая уездная (Томская губерния)       | с решающим голосом                |
| 308 | Ляк А. А.                   | 1899         | Пермская                                   | с решающим голосом                |
| 309 | Ляхин Н. Е.                 | 1902         | Екатеринбургская                           | с решающим голосом                |
| 310 | Мазлох С. М.                |              | КП(б) Украины                              | с решающим голосом                |
| 311 | Майборода М. В.             |              | КП(б) Украины                              | с решающим голосом                |
| 312 | Макар А. М.                 |              | 12-я армия                                 | с решающим голосом                |
| 313 | Макаров В. Н.               | 1917         | Иваново-Вознесенская                       | с решающим голосом                |
| 314 | Максимов Н. А.              | 1905         | Омская городская                           | с решающим голосом                |
| 315 | Максимовский В. Н.          | 1903         | КП(б) Украины                              | с решающим голосом                |
| 316 | Малаховский Е. Я.           | 1917         | Симбирская                                 | с решающим голосом                |
| 317 | Мартинсон Г. Т.             |              | 15-я армия                                 | с решающим голосом                |
| 318 | Мартьянов М. И.             | 1917         | Екатеринбургская                           | с решающим голосом                |
| 319 | Марьин А. И.                | 1917         | Пензенская                                 | с решающим голосом                |
| 320 | Масалков Н. В.              |              | Рязанская                                  | с решающим голосом                |
| 321 | Масен М. А.                 |              | Витебская                                  | с решающим голосом                |
| 322 | Масленников Т. В.           |              | 16-я армия                                 | с решающим голосом                |
| 323 | Маслов З. И.                | 1912         | Симбирская                                 | с решающим голосом                |
| 324 | Матвеев В. С.               | 1917         | Владимирская                               | с решающим голосом                |
| 325 | Матвеев П. Е.               |              | 55-я стрелковая дивизия 7-й армии          | с решающим голосом                |
| 326 | Маурер Г. В.                |              | Вольская уездная (Саратовская губерния)    | с решающим голосом                |
| 327 | Медведев К. В.              | 1917         | 13-я армия                                 | с решающим голосом                |
| 328 | Медников Н. И.              | 1917         | Тверская                                   | с решающим голосом                |
| 329 | Меерзон Ж. И.               | 1919         | Витебская                                  | с решающим голосом                |
| 330 | Мезенев А. П.               |              | 2-я стрелковая дивизия 7-й армии           | с решающим голосом                |
| 331 | Меламед И. О.               |              | 6-я стрелковая дивизия 7-й армии           | с решающим голосом                |
| 332 | Мелентьев К. И.             | 1919         | Екатеринбургская                           | с решающим голосом                |
| 333 | Мещеряков В. Н.             | 1905         | Новгородская                               | с решающим голосом                |
| 334 | Миков М. Н.                 | 1911         | Пермская                                   | с решающим голосом                |
| 335 | Миленин Н. В.               |              | Курская                                    | с решающим голосом                |
| 336 | Милонов Ю. К.               | 1912         | Самарская городская                        | с решающим голосом                |
| 337 | Минаков П. Д.               | 1917         | Курская                                    | с решающим голосом                |
| 338 | Минеев М. А.                |              | Мелекесская уездная (Самарская губерния)   | с решающим голосом                |
| 339 | Минин С. К.                 | 1905         | КП(б) Украины                              | с решающим голосом                |
| 340 | Минкин А. Е.                | 1903         | Пермская                                   | с решающим голосом                |
| 341 | Минков И. И.                | 1911         | Московская губернская                      | с решающим голосом                |
| 342 | Мино М. Н.                  | 1917         | Петроградская губернская                   | с решающим голосом                |
| 343 | Мирошников И. И.            |              | 14-я армия                                 | с решающим голосом                |
| 344 | Миткевич О. А.              |              | 8-я армия                                  | с решающим голосом                |
| 345 | Митрофанов А. Х.            | 1903         | 4 округа Донской области                   | с решающим голосом                |
| 346 | Мицкевич С. И.              |              | Штаб Юго-Западного фронта                  | с решающим голосом                |
| 347 | Мозжухин М. К.              |              | Ярославская                                | с решающим голосом                |
| 348 | Мокин П. Н.                 | 1919         | Екатеринбургская                           | с решающим голосом                |
| 349 | Молотов В. М.               | 1906         | Нижегородская                              | с решающим голосом                |
| 350 | Молчанов И. К.              | 1917         | Калужская                                  | с решающим голосом                |
| 351 | Моркина М. А.               | 1918         | Владимирская                               | с решающим голосом                |
| 352 | Мороз Г. С.                 | 1917         | Московская городская                       | с решающим голосом                |
| 353 | Морозов И. Н.               |              | Балаковская уездная (Самарская губерния)   | с решающим голосом                |
| 354 | Москвин И. М.               | 1911         | Петроградская городская                    | с решающим голосом                |
| 355 | Муравьёв А. И.              |              | Костромская                                | с решающим голосом                |
| 356 | Муралов А. И.               | 1905         | Тульская                                   | с решающим голосом                |
| 357 | Мурзин Д. Я.                |              | Екатеринбургская                           | с решающим голосом                |
| 358 | Мышкин Ю. С.                | 1912         | Московская городская                       | с решающим голосом                |
| 359 | Мясников А. Ф.              | 1906         | Московская городская                       | с решающим голосом                |
| 360 | Назаренко Т. С.             | 1918         | Речицкая уездная (Минская губерния)        | с решающим голосом                |
| 361 | Назаров И. Н.               |              | 55-я стрелковая дивизия 7-й армии          | с решающим голосом                |
| 362 | Назаров С. И.               | 1903         | 9-я армия                                  | с решающим голосом                |
| 363 | Невернов А. С.              | 1917         | Тульская                                   | с решающим голосом                |
| 364 | Невский И. А.               | 1911         | Тверская                                   | с решающим голосом                |
| 365 | Некрасов И. Н.              | 1917         | Калужская                                  | с совещательным голосом           |
| 366 | Немцов Н. М.                | 1903         | Тамбовская                                 | с решающим голосом                |
| 367 | Нилова Х. П.                | 1919         | Владимирская                               | с решающим голосом                |
| 368 | Новиков А. Д.               |              | Екатеринбургская                           | с решающим голосом                |
| 369 | Новиков Н. Ф.               | 1912         | 6-я армия                                  | с решающим голосом                |
| 370 | Ноготович Я. Г.             |              | КП(б) Украины                              | с решающим голосом                |
| 371 | Норман Б. А.                |              | Алтайская                                  | с решающим голосом                |
| 372 | Носков П. И.                | 1917         | Пермская                                   | с решающим голосом                |
| 373 | Оборин В. П.                | 1904         | Петроградская губернская                   | с решающим голосом                |
| 374 | Овсянников И. А.            |              | Покровская уездная (Владимирская губерния) | с решающим голосом                |
| 375 | Овчинников И. Г.            |              | Петровская уездная (Саратовская губерния)  | с решающим голосом                |
| 376 | Окунев Г. С.                |              | Новоузенская уездная (Самарская губерния)  | с решающим голосом                |
| 377 | Оленичев Г. Г.              |              | 11-я армия                                 | с решающим голосом                |
| 378 | Онуфриев Ф. А.              | 1919         | Полесская городская                        | с решающим голосом                |
| 379 | Орешкин М. Г.               | 1918         | Саратовская городская                      | с решающим голосом                |
| 380 | Орлов В. А.                 |              | 8-я армия                                  | с решающим голосом                |
| 381 | Орлов В. П.                 | 1917         | Петроградская городская                    | с решающим голосом                |
| 382 | Осинский (Оболенский) В. В. | 1907         | Тульская                                   | с решающим голосом                |
| 383 | Осипов И. Д.                | 1902         | Калужская                                  | с решающим голосом                |
| 384 | Осташов В. А.               | 1917         | Тульская                                   | с решающим голосом                |
| 385 | Отс К. М.                   | 1918         | Псковская                                  | с совещательным голосом           |
| 386 | Ошвинцев М. К.              | 1904         | Пермская                                   | с решающим голосом                |
| 387 | Павин Д. А.                 | 1915         | Царицынская городская                      | с решающим голосом                |
| 388 | Пакун В. Р.                 | 1911         | Орловская                                  | с решающим голосом                |
| 389 | Панин Н. Н.                 |              | Ярославская                                | с решающим голосом                |
| 390 | Панков А. Г.                |              | Екатеринбургская                           | с решающим голосом                |
| 391 | Панков Г. Г.                |              | Брянская                                   | с решающим голосом                |
| 392 | Паперный Л. Л.              |              | 15-я армия                                 | с решающим голосом                |
| 393 | Паперный Ю. Н.              | 1919         | Уфимская                                   | с решающим голосом                |
| 394 | Пахалуев М. Г.              | 1906         | Екатеринбургская                           | с решающим голосом                |
| 395 | Пахомов П. Л.               | 1911         | Петроградская губернская                   | с решающим голосом                |
| 396 | Певзняк П. М.               | 1917         | Смоленская                                 | с решающим голосом                |
| 397 | Пеньков М. А.               |              | 6-я армия                                  | с решающим голосом                |
| 398 | Пёсиков Н. Ф.               |              | Волжско-Каспийская военная флотилия        | с решающим голосом                |
| 399 | Песковский Н. Т.            |              | Витебская                                  | с совещательным голосом           |
| 400 | Пестковский С. С.           | 1902         | Оренбургская                               | с решающим голосом                |

## 401—500
| №   | Ф. (псевдоним), И. O.            | парт. стаж с | от организации                              | право голоса или статус на съезде |
| --- | -------------------------------- | ------------ | ------------------------------------------- | --------------------------------- |
| 401 | Петровский Г. И.                 | 1897         | КП(б) Украины                               | с решающим голосом                |
| 402 | Пикель Р. В.                     |              | 16-я армия                                  | с решающим голосом                |
| 403 | Пипер Л. А.                      | 1918         | Новгородская                                | с решающим голосом                |
| 404 | Пиринен Э. И.                    | 1917         | Мурманская                                  | с решающим голосом                |
| 405 | Плаксин К. И.                    | 1904         | Саратовская городская                       | с решающим голосом                |
| 406 | Пластинин Н. Ф.                  | 1905         | Архангельская                               | с решающим голосом                |
| 407 | Плисон Б.                        |              | Тамбовская                                  | с решающим голосом                |
| 408 | Погорельская А. И.               |              | Челябинская                                 | с решающим голосом                |
| 409 | Полидоров С. И.                  | 1905         | Московская губернская                       | с решающим голосом                |
| 410 | Поликарпов Г. Н.                 |              | Московская городская                        | с решающим голосом                |
| 411 | Политов В. Г.                    | 1918         | Пермская                                    | с решающим голосом                |
| 412 | Польтова А. Р.                   | 1917         | Симбирская                                  | с решающим голосом                |
| 413 | Полюдов Е. В.                    | 1907         | Омская городская                            | с решающим голосом                |
| 414 | Поляков М. Х.                    | 1918         | Челябинская                                 | с решающим голосом                |
| 415 | Попов А. А.                      |              | Ярославская                                 | с совещательным голосом           |
| 416 | Попов В. А.                      | 1916         | Уфимская                                    | с решающим голосом                |
| 417 | Попов И. В.                      | 1917         | Тюменская                                   | с решающим голосом                |
| 418 | Попов И. Н.                      | 1918         | Тульская                                    | с решающим голосом                |
| 419 | Попов Т. М.                      |              | Челябинская                                 | с решающим голосом                |
| 420 | Потопаев А. И.                   |              | Екатеринбургская                            | с решающим голосом                |
| 421 | Почен Д. Г.                      |              | 6-я стрелковая дивизия 7-й армии            | с решающим голосом                |
| 422 | Преображенский Е. А.             | 1903         | Уфимская                                    | с решающим голосом                |
| 423 | Птницкий И. А.                   | 1898         | Московская городская                        | с решающим голосом                |
| 424 | Пугул П. Я.                      | 1910         | Пензенская                                  | с решающим голосом                |
| 425 | Пудовкин З. Ф.                   | 1917         | Уфимская                                    | с решающим голосом                |
| 426 | Пыхтин М. Ф.                     |              | Екатеринбургская                            | с решающим голосом                |
| 427 | Равич С. Н.                      | 1903         | Петроградская городская                     | с решающим голосом                |
| 428 | Разин Н. М.                      | 1917         | Петроградская городская                     | с решающим голосом                |
| 429 | Райтер И. Л.                     |              | Курская                                     | с решающим голосом                |
| 430 | Растопчин Н. П.                  | 1903         | Ярославская                                 | с решающим голосом                |
| 431 | Ратновский М. А.                 |              | 54-я стрелковая дивизия 6-й армии           | с решающим голосом                |
| 432 | Рафаил                           | 1910         | КП(б) Украины                               | с решающим голосом                |
| 433 | Рахлин Н. И.                     | 1917         | Царицынская городская                       | с совещательным голосом           |
| 434 | Рашевич Ф. К.                    | 1920         | Петроградская городская                     | с решающим голосом                |
| 435 | Рейнгольц И. М.                  |              | 16-я армия                                  | с решающим голосом                |
| 436 | Рейснер М. А.                    |              | Волжско-Камская военная флотилия            | с решающим голосом                |
| 437 | Ремеров И. Л.                    |              | Сердобская уездная (Саратовская губерния)   | с решающим голосом                |
| 438 | Ремизов М. П.                    | 1914         | Смоленская                                  | с решающим голосом                |
| 439 | Рожнов П. А.                     | 1918         | Пензенская                                  | с решающим голосом                |
| 440 | Розин М. А.                      |              | Ярославская                                 | с решающим голосом                |
| 441 | Романов                          |              | Тюменская                                   | с совещательным голосом           |
| 442 | Рубинштейн                       |              | Витебская                                   | с совещательным голосом           |
| 443 | Рудзит К. И.                     |              | Брянская                                    | с решающим голосом                |
| 444 | Румянцев И. П.                   |              | Ярославская                                 | с решающим голосом                |
| 445 | Русаков И. В.                    | 1917         | Московская городская                        | с решающим голосом                |
| 446 | Руссок М. Д.                     |              | 6-я армия                                   | с решающим голосом                |
| 447 | Рыбочкин И. Ф.                   | 1918         | Симбирская                                  | с решающим голосом                |
| 448 | Рындич А. Ф.                     | 1911         | 2-я запасная армия                          | с решающим голосом                |
| 449 | Рябов А. Н.                      | 1906         | Петроградская городская                     | с решающим голосом                |
| 450 | Рязанов А. Т.                    |              | Бугурусланская уездная (Самарская губерния) | с решающим голосом                |
| 451 | Рязанов Д. Б.                    | 1917         | Московская городская                        | с решающим голосом                |
| 452 | Саблин С. К.                     | 1917         | Симбирская                                  | с решающим голосом                |
| 453 | Садовская Б. Л.                  | 1917         | Петроградская городская                     | с решающим голосом                |
| 454 | Садовский А. Д.                  | 1901         | Московская городская                        | с решающим голосом                |
| 455 | Саид-Галиев С. Г.                |              | Башкирская                                  | с решающим голосом                |
| 456 | Сапронов Т. В.                   | 1912         | Московская губернская                       | с решающим голосом                |
| 457 | Сахаров В. В.                    |              | Хвалынская уездная (Саратовская губерния)   | с решающим голосом                |
| 458 | Северин Р. И.                    |              | 2-я армия                                   | с решающим голосом                |
| 459 | Седелкин Р. И.                   | 1917         | Нижегородская                               | с совещательным голосом           |
| 460 | Седельников А. И.                |              | Тюменская                                   | с решающим голосом                |
| 461 | Седов М. И.                      | 1906         | Иваново-Вознесенская                        | с решающим голосом                |
| 462 | Семашко А. П.                    |              | Екатеринбургская                            | с решающим голосом                |
| 463 | Семашко В. В.                    | 1918         | Петроградская городская                     | с совещательным голосом           |
| 464 | Семёнов Б. А.                    | 1907         | Петроградская городская                     | с решающим голосом                |
| 465 | Семков С. М.                     | 1902         | Владимирская                                | с решающим голосом                |
| 466 | Сергеев А. А.                    |              | 11-я армия                                  | с решающим голосом                |
| 467 | Сергеев М. А.                    |              | Екатеринбургская                            | с решающим голосом                |
| 468 | Сергиевский П. К.                | 1917         | Витебская                                   | с решающим голосом                |
| 469 | Сергушев М. С.                   | 1904         | Воронежская                                 | с решающим голосом                |
| 470 | Серебряков Л. П.                 | 1903         | Московская городская                        | с решающим голосом                |
| 471 | Скрыпник Н. А.                   | 1897         | Штаб Кавказского фронта                     | с решающим голосом                |
| 472 | Слипанский А. Н.                 |              | КП(б) Украины                               | с решающим голосом                |
| 473 | Словатинская Т. Л.               |              | Тыл Кавказского фронта                      | с решающим голосом                |
| 474 | Смекалова П. С.                  |              | Рязанская                                   | с решающим голосом                |
| 475 | Смидович П. Г.                   | 1898         | Московская городская                        | с решающим голосом                |
| 476 | Смилга И. Т.                     | 1907         | войска Донской области                      | с решающим голосом                |
| 477 | Смирнов Г. Г.                    |              | 6-я стрелковая дивизия 7-й армии            | с решающим голосом                |
| 478 | Смирнов З. Е.                    | 1917         | Тверская                                    | с решающим голосом                |
| 479 | Смирнов И. Н                     | 1899         | 5-я армия                                   | с решающим голосом                |
| 480 | Смирнов М. Я.                    |              | 1-я Трудовая армия                          | с решающим голосом                |
| 481 | Смирнов Т. А.                    |              | Ярославская                                 | с решающим голосом                |
| 482 | Смольянинов В. А.                | 1908         | Смоленская                                  | с решающим голосом                |
| 483 | Снегирёв В. А.                   |              | 11-я армия                                  | с решающим голосом                |
| 484 | Советников М. А.                 |              | КП(б) Украины                               | с решающим голосом                |
| 485 | Соколов П. Г.                    | 1904         | Московская городская                        | с решающим голосом                |
| 486 | Соловьёв А. И.                   | 1904         | Уфимская                                    | с решающим голосом                |
| 487 | Сольц А. А.                      | 1898         | Самарская городская                         | с решающим голосом                |
| 488 | Сомс К. П. uk:Сомс Карл Петрович | 1910         | Псковская                                   | с решающим голосом                |
| 489 | Сорин В. Г.                      | 1917         | Московская губернская                       | с решающим голосом                |
| 490 | Сосновский Л. С.                 | 1904         | КП(б) Украины                               | с решающим голосом                |
| 491 | Сперанский Н. Н.                 | 1918         | Самарская городская                         | с решающим голосом                |
| 492 | Спешков И. И.                    | 1917         | Пермская                                    | с решающим голосом                |
| 493 | Спрингис Я. Я.                   | 1913         | 6-я армия                                   | с решающим голосом                |
| 494 | Стаилов Ф. В.                    |              | 12-я армия                                  | с решающим голосом                |
| 495 | Сталин (Джугашвили) И. В.        | 1898         | КП(б) Украины                               | с решающим голосом                |
| 496 | Старков А. И.                    | 1903         | Екатеринбургская                            | с решающим голосом                |
| 497 | Старцев В. П.                    |              | 9-я армия                                   | с решающим голосом                |
| 498 | Стасова Е. Д.                    | 1898         | Петроградская губернская                    | с решающим голосом                |
| 499 | Страхов М. Ф.                    |              | Волжско-Каспийская военная флотилия         | с решающим голосом                |
| 500 | Стэн Я. Э.                       |              | Симбирская                                  | с решающим голосом                |

## 501—593
| №   | Ф. (псевдоним), И. O.   | парт. стаж с | от организации                                  | право голоса или статус на съезде |
| --- | ----------------------- | ------------ | ----------------------------------------------- | --------------------------------- |
| 501 | Султан-Галиев Х. Г.     | 1918         | Казанская                                       | с решающим голосом                |
| 502 | Суматохин               |              | Иваново-Вознесенская                            | с совещательным голосом           |
| 503 | Суровейкин И. Т.        | 1917         | Уфимская                                        | с решающим голосом                |
| 504 | Сырцов С. И.            | 1913         | 4 округа Донской области                        | с решающим голосом                |
| 505 | Таганов А. И.           | 1904         | Нижегородская                                   | с решающим голосом                |
| 506 | Танненберг Ф. Х.        | 1904         | Тамбовская                                      | с решающим голосом                |
| 507 | Тараканов В. П.         |              | Балашовская уездная (Саратовская губерния)      | с решающим голосом                |
| 508 | Тарасов Л. Д.           |              | Екатеринбургская                                | с решающим голосом                |
| 509 | Тархов А. Ф.            | 1917         | Астраханская                                    | с решающим голосом                |
| 510 | Терепулов А. О.         |              | Управление формирования Западного фронта        | с решающим голосом                |
| 511 | Терехов И. Г.           |              | Петроградская губернская                        | с решающим голосом                |
| 512 | Тимофеев Н. Т.          | 1918         | Смоленская                                      | с решающим голосом                |
| 513 | Ткачёв М. И.            |              | Аткарская уездная (Саратовская губерния)        | с решающим голосом                |
| 514 | Томашевский К. Б.       |              | Волжско-Камская военная флотилия                | с решающим голосом                |
| 515 | Торгушин П. А.          |              | Балашовская уездная (Саратовская губерния)      | с решающим голосом                |
| 516 | Трифонов В. А.          |              | Юго-Восточный фронт                             | с решающим голосом                |
| 517 | Трифонов Д. Ф.          | 1917         | Самарская городская                             | с решающим голосом                |
| 518 | Тунтул И. Я.            | 1907         | Екатеринбургская                                | с решающим голосом                |
| 519 | Тэр М. А.               |              | Орловская                                       | с решающим голосом                |
| 520 | Угланов Н. А.           | 1907         | Петроградская городская                         | с решающим голосом                |
| 521 | Удальцов И. Д.          |              | 16-я армия                                      | с решающим голосом                |
| 522 | Узюков Н. А.            | 1918         | Симбирская                                      | с решающим голосом                |
| 523 | Умнов М. В.             |              | 11-я армия                                      | с решающим голосом                |
| 524 | Унгер П. А.             | 1905         | Астраханская                                    | с решающим голосом                |
| 525 | Уншлихт И. С.           |              | 16-я армия                                      | с решающим голосом                |
| 526 | Уханов К. В.            |              | Московская городская                            | с решающим голосом                |
| 527 | Фаддеев А. Ф.           | 1907         | Пермская                                        | с решающим голосом                |
| 528 | Фёдоров А. Е.           |              | Камышинская уездная (Саратовская губерния)      | с решающим голосом                |
| 529 | Фёдоров А. М.           |              | 9-я армия                                       | с решающим голосом                |
| 530 | Фёдоров Ф. Е.           |              | Петроградская губернская                        | с решающим голосом                |
| 531 | Федулкин П. А.          |              | Никольская уездная (Северо-Двинская губерния)   | с решающим голосом                |
| 532 | Фельдман М. М.          |              | Томская                                         | с решающим голосом                |
| 533 | Фиге К. Я.              | 1916         | Витебская                                       | с решающим голосом                |
| 534 | Филиппов И. Г.          |              | Казанская                                       | с решающим голосом                |
| 535 | Фирстов И. П.           | 1905         | Иваново-Вознесенская                            | с решающим голосом                |
| 536 | Флеровский И. П.        | 1905         | Саратовская городская                           | с решающим голосом                |
| 537 | Флиор И. И.             | 1918         | Петроградская городская                         | с решающим голосом                |
| 538 | Фокин                   |              | Тверская                                        | с совещательным голосом           |
| 539 | Фонберштейн И. А.       | 1917         | 56-я стрелковая дивизия 15-й армии              | с решающим голосом                |
| 540 | Фрейман В. Н.           | 1917         | Симбирская                                      | с решающим голосом                |
| 541 | Фридрихсон Л. Х.        | 1908         | Пензенская                                      | с решающим голосом                |
| 542 | Фрунтов И. В.           |              | Балтийский флот                                 | с решающим голосом                |
| 543 | Хаимов Я. М.            |              | 9-я армия                                       | с решающим голосом                |
| 544 | Хамелева М. Ф.          |              | Пугачёвская уездная (Саратовская губерния)      | с решающим голосом                |
| 545 | Ханов А. М.             | 1917         | Гомельская уездная (Могилёвская губерния)       | с решающим голосом                |
| 546 | Хатаевич М. М.          | 1913         | Самарская городская                             | с решающим голосом                |
| 547 | Хилков С. А.            | 1917         | 4 округа Донской области                        | с совещательным голосом           |
| 548 | Хлюстов К. П.           | 1918         | Вологодская                                     | с решающим голосом                |
| 549 | Ходаков М. С.           | 1916         | Омская городская                                | с решающим голосом                |
| 550 | Ходоровский И. И.       | 1903         | Казанская                                       | с решающим голосом                |
| 551 | Храмов В. И.            | 1918         | Нижегородская                                   | с решающим голосом                |
| 552 | Хронин В. Н.            |              | Костромская                                     | с решающим голосом                |
| 553 | Цивцивадзе И. В.        | 1903         | Московская городская                            | с решающим голосом                |
| 554 | Циперович Г. В.         | 1919         | Петроградская городская                         | с решающим голосом                |
| 555 | Цихон А. М.             | 1906         | Московская городская                            | с решающим голосом                |
| 556 | Чаадаева О. Н.          | 1918         | Калужская                                       | с решающим голосом                |
| 557 | Чагин П. И.             |              | Немцев Поволжья                                 | с решающим голосом                |
| 558 | Чадарайн Я. Я.          |              | Днепровская флотилия                            | с решающим голосом                |
| 559 | Чарный И. И.            | 1917         | Тверская                                        | с решающим голосом                |
| 560 | Челышев М. И.           | 1914         | Нижегородская                                   | с решающим голосом                |
| 561 | Черетаев П. В.          | 1917         | Смоленская                                      | с решающим голосом                |
| 562 | Чернев А. В.            |              | Управление формирования Западного фронта        | с решающим голосом                |
| 563 | Черняк М. И.            |              | Московская городская                            | с решающим голосом                |
| 564 | Чижов Г. Г.             |              | Воронежская                                     | с решающим голосом                |
| 565 | Чудиновский А. З.       | 1917         | Пермская                                        | с решающим голосом                |
| 566 | Чупашев П. Н.           |              | Екатеринбургская                                | с решающим голосом                |
| 567 | Шаблиевский Г. В.       | 1917         | 4 округа Донской области                        | с решающим голосом                |
| 568 | Шаблыгин В. А.          | 1914         | Нижегородская                                   | с решающим голосом                |
| 569 | Шабулин М. Н.           |              | Рязанская                                       | с решающим голосом                |
| 570 | Шадёркин Н. А.          | 1917         | Самарская уездная                               | с решающим голосом                |
| 571 | Шатохин О. Ф.           |              | Пугачёвская уездная (Саратовская губерния)      | с решающим голосом                |
| 572 | Шванштейн               |              | Витебская                                       | с совещательным голосом           |
| 573 | Шварц И. И.             | 1899         | КП(б) Украины                                   | с решающим голосом                |
| 574 | Швецов А. А.            |              | Воткинская городская                            | с решающим голосом                |
| 575 | Шелахаев Ф. И.          |              | 11-я армия                                      | с решающим голосом                |
| 576 | Шендерович Б. И.        |              | Петроградская армия труда                       | с решающим голосом                |
| 577 | Шерстобитов И. М.       |              | Балтийский флот                                 | с решающим голосом                |
| 578 | Шиллерт Ю. Ф.           |              | Московская городская                            | с решающим голосом                |
| 579 | Шимшелевич Я. И.        | 1919         | Тверская                                        | с совещательным голосом           |
| 580 | Шкирятов М. Ф.          | 1906         | Московская городская                            | с решающим голосом                |
| 581 | Шляпин Г. И.            | 1905         | Пермская                                        | с решающим голосом                |
| 582 | Шуваев И. Ф.            |              | Кронштадтская городская                         | с решающим голосом                |
| 583 | Шукевич-Третьяков Р. К. |              | 15-я армия                                      | с решающим голосом                |
| 584 | Шумилов И. М.           | 1905         | Велико-Устюжская уездная (Вологодская губерния) | с решающим голосом                |
| 585 | Шурманов П. Н.          |              | Ярославская                                     | с решающим голосом                |
| 586 | Эльцин Б. М.            | 1897         | Уфимская                                        | с решающим голосом                |
| 587 | Энгель М. М.            |              | Барнаульская городская                          | с совещательным голосом           |
| 588 | Юров А. Я.              |              | Область Войска Донского                         | с решающим голосом                |
| 589 | Яблонко Я. Х.           | 1917         | Орловская                                       | с решающим голосом                |
| 590 | Яковлев Я. А.           | 1913         | КП(б) Украины                                   | с решающим голосом                |
| 591 | Янел К.                 |              | 15-я армия                                      | с решающим голосом                |
| 592 | Янсон Н. М.             | 1905         | Самарская городская                             | с решающим голосом                |
| 593 | Ярославский Е. М.       | 1898         | Пермская                                        | с совещательным голосом           |